# Grote Ingang

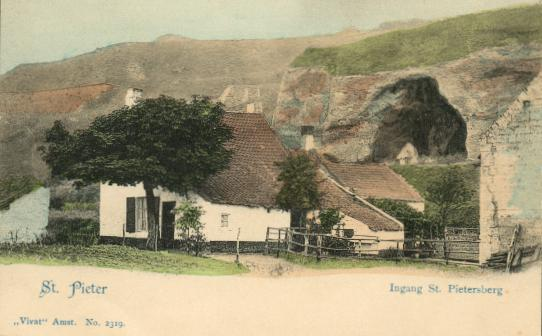
Grote Ingang op prentbriefkaart van ca. 1900

De Gro(o)te Ingang, La Grande Entrée, L'Ancienne Entrée of Tiendschuur was een ingang van het Noordelijk Gangenstelsel van de Sint-Pietersberg in Nederlands Zuid-Limburg in de gemeente Maastricht. De zeer brede en hoge ingang van de kalksteengroeve was tot de instorting in 1916 een gezichtsbepalend element in het landschap.

## Ligging
De ingang lag aan de Mergelweg (vroeger: Cannerstraat) ten zuidwesten van het Fort Sint Pieter op de noordwestelijke helling van de Sint-Pietersberg in het Jekerdal.
Op ongeveer vijftig meter van de Grote Ingang bevond zich La Petite Entrée, een kleinere ingang. Voor de ingang stond vroeger een boerderij. Ongeveer 175 meter naar het noordoosten lag de groeve Ancienne Brasserie.
Naast de Grote Ingang gaven ook het Predikherengat en de Ganzendriestunnel toegang tot het Noordelijk Gangenstelsel, maar de Grote Ingang is van deze de oudste.

## Naamgeving
De naam Tiendschuur verwijst naar de situatie dat hier tienden werden opgeslagen; een tiende deel van de opbrengst die als belasting werd afgedragen aan de tiendheffer. Mogelijk was dit de bisschop van Luik, als soeverein van de heerlijkheid Sint Pieter.

## Geschiedenis
Rond 1500 zal de Grote Ingang reeds al hebben bestaan, baserend op opschriften die in het het achterliggende gangenstelsel aangetroffen zijn. De groeve werd toen door blokbrekers ontgonnen voor de winning van kalksteenblokken.
In 1673 werd de Grote Ingang voor het eerst vermeld.
In 1701 was er een conflict over wie er eigendom was van de Grote Ingang en er werd een landmeter aangesteld om de rechthebbende vast te stellen. De ingang bleek toen van de heerlijkheid Sint Pieter te zijn.
In de 18e eeuw bezat de deken van het Sint-Servaaskapittel, Joannes Theodorus Godding (1721-1797), in deze omgeving een buitenhuis. Het huis lag aan de Mergelweg, tussen La Grande en La Petite Entrée. Godding bezat een verzameling fossielen afkomstig uit de mergelgroeve, waaronder diverse "versteende krokodillen" (crocodiles pétrifiés), dat wil zeggen Mosasaurusfossielen. Minstens één daarvan, waarschijnlijk de grootste en meest complete, stelde hij ten toon in een "grot" bij zijn huis, vrijwel zeker de Grote Ingang. In 1782 kwam de Leidse natuurkundige Petrus Camper (1722-1789) het fossiel van Godding bezichtigen (dat hij overigens aanzag voor een walviskop). Op 15 augustus bezocht hij met Godding "in den berg een allerschilderagstigste grot", die gebruikt werd als "schuur voor de buuren". Twee weken later bracht Camper nogmaals een bezoek aan de "grot agter Godding's buijtenhuijs, en zijn fraaije petrificatie". De verzameling van Godding raakte wijd en zijd bekend en trok vele belangstellenden. De Fransen waren dan ook zeer wel op de hoogte van zijn bijzondere collectie, toen ze eind 1794 Maastricht bezetten en het grootste fossiel uit de verzameling door de meegekomen geoloog Barthélemy Faujas de Saint-Fond in beslag lieten nemen. Het exemplaar bevindt zich nog steeds in het Muséum national d'histoire naturelle in Parijs. Saillant is dat de overige fossielen uit de verzameling van Godding spoorloos verdwenen zijn.
Op prenten uit de 19e en begin 20e eeuw staat de Grote Ingang afgebeeld met in de ingang links een bouwsel: een groevewoning. Deze is ook reeds te zien op een gravure in de tweede uitgave van Faujas de Saint-Fonds Histoire naturelle de la montagne de Saint-Pierre de Maestricht uit 1799. Mogelijk was dit de ruimte waar Godding het pronkstuk uit zijn verzameling bewaarde.
Rond 1800 had de Grote Ingang haar betekenis verloren voor de mergelwinning, als gevolg van instortingen in het achterliggende gangenstelsel, mogelijk ten gevolge van de belegeringen van het Fort Sint Pieter. De ingang was voor Maastrichtenaren een geliefde bestemming op zomerse dagen en men maakte er dan een wandeling naar toe. Eveneens werd de karakteristieke ingang door diverse tekenaars, etsers en kunstschilders op het doek vastgelegd, zoals Philippe van Gulpen en Alexander Schaepkens.
Waarschijnlijk in de lente van 1916 stortte de ingang in en kon men de onderaardse gangen niet meer via deze ingang betreden. Anno 2020 is de ingang niet meer in het landschap te herkennen.

## Beschrijving
De Grote Ingang was door zijn afmetingen een gezichtsbepalend element in het landschap. Hij had een breedte van ongeveer 16 meter en een hoogte van 13 meter. De ingang was in feite een portaal waarin enkele gangen op uitkwamen.
In de ingang bevond zich in 1906 een groevewoning, van buitenaf gezien aan de linkerkant. Deze zeer eenvoudige woning was aan de voorzijde afgesloten door een gemetselde muur (waarschijnlijk bestaande uit mergelblokken) met daarin een deur- en een vensteropening.

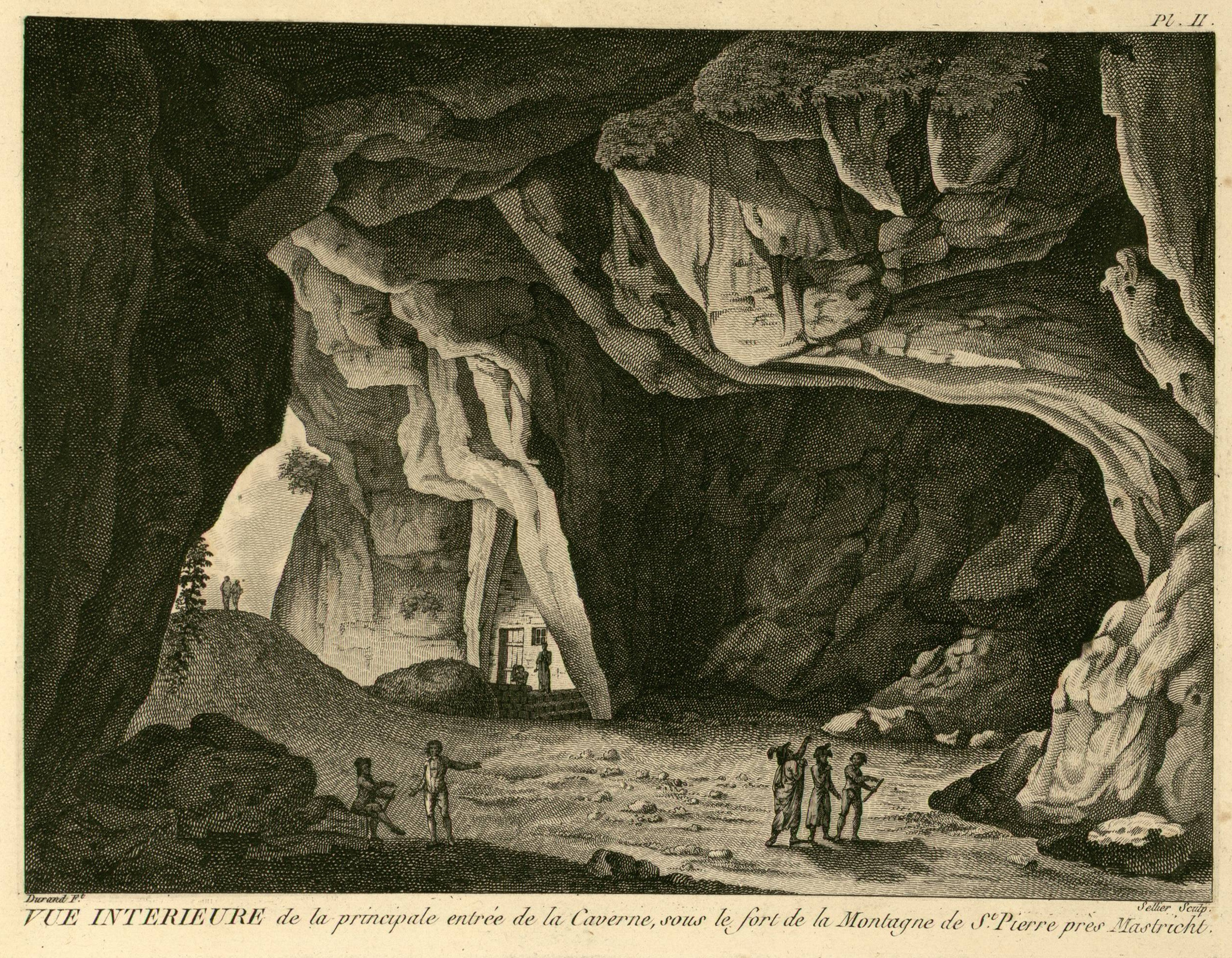
Grote Ingang, interieur, gravure in boek Faujas de Saint-Fond, 1799
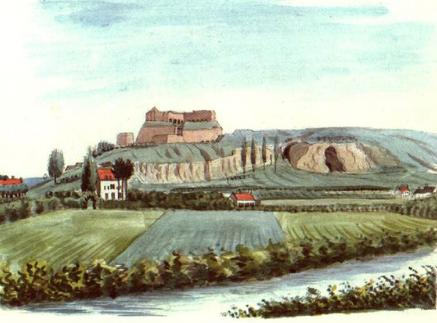
Grote Ingang in het landschap, Philippe van Gulpen, 19e eeuw
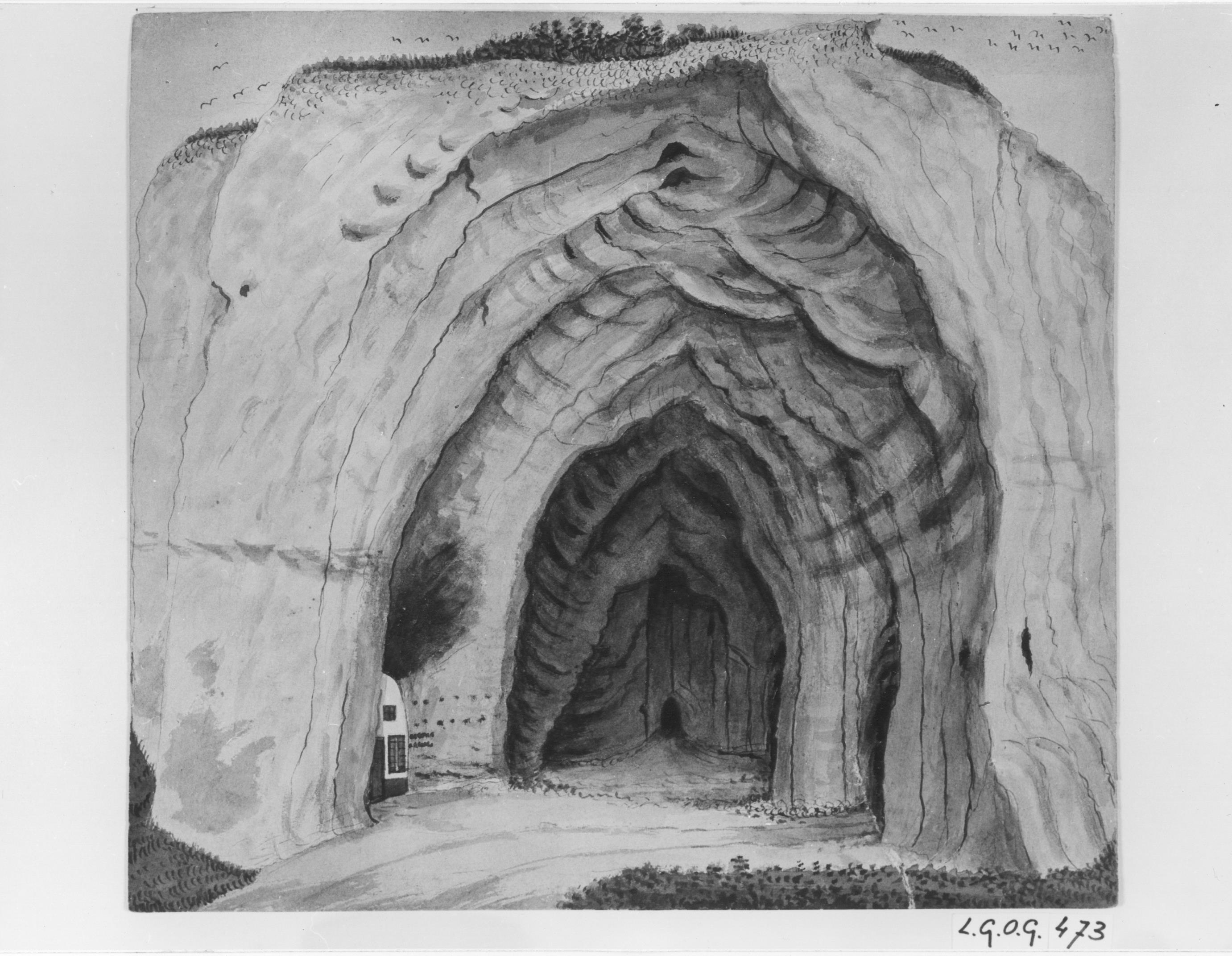
Grote Ingang, voorzijde, Philippe van Gulpen, 19e eeuw
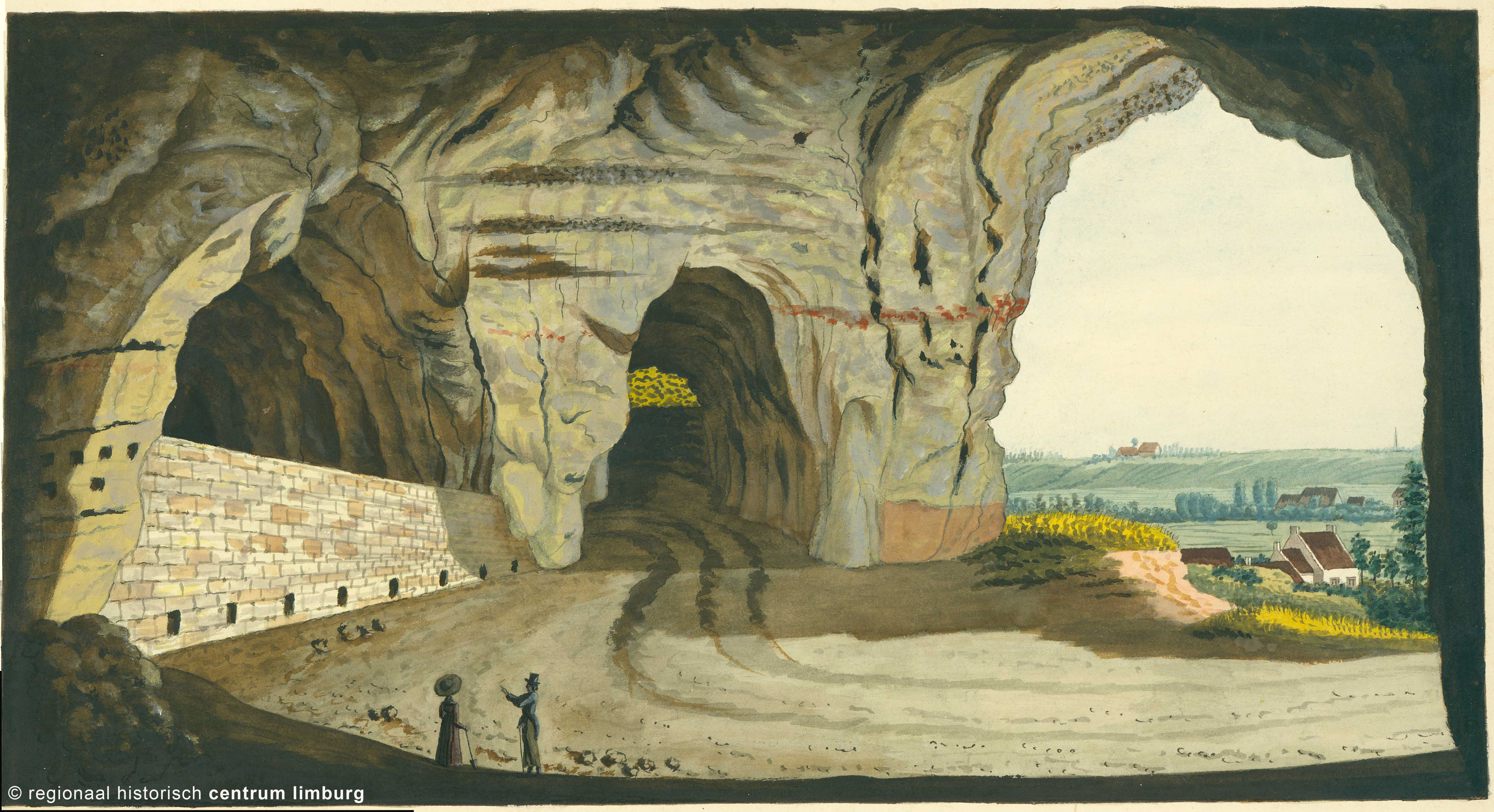
Grote Ingang, interieur, Philippe van Gulpen, 19e eeuw